# Frosinone Calcio 2004-2005
Questa pagina raccoglie le informazioni riguardanti il Frosinone Calcio nelle competizioni ufficiali della stagione 2004-2005.

## Rosa
| N. |                     | Ruolo | Calciatore          |
| -- | ------------------- | ----- | ------------------- |
|    | Germania (bandiera) | A     | Giuseppe Aquino     |
|    | Italia (bandiera)   | D     | Marco Arno          |
|    | Italia (bandiera)   | D     | Giovanni Bruno      |
|    | Italia (bandiera)   | D     | Christian Nardoní   |
|    | Italia (bandiera)   | C     | David D'Antoni      |
|    | Italia (bandiera)   | C     | Gianluca De Angelis |
|    | Italia (bandiera)   | D     | Ciro De Cesare      |
|    | Italia (bandiera)   | C     | Pietro De Giorgio   |
|    | Italia (bandiera)   | P     | Roberto De Juliis   |
|    | Italia (bandiera)   | C     | Guido Di Deo        |
|    | Italia (bandiera)   | A     | Antonio Di Nardo    |
|    | Italia (bandiera)   | D     | Luigi Di Simone     |
|    | Italia (bandiera)   | D     | Michele Ischia      |
|    | Italia (bandiera)   | D     | Gaetano Lonardo     |

| N. |                   | Ruolo | Calciatore             |
| -- | ----------------- | ----- | ---------------------- |
|    | Italia (bandiera) | C     | Gianluca Macrì         |
|    | Italia (bandiera) | A     | Salvatore Mastronunzio |
|    | Italia (bandiera) | A     | Massimiliano Memmo     |
|    | Italia (bandiera) | C     | Francesco Mocarelli    |
|    | Italia (bandiera) | D     | Morris Molinari        |
|    | Italia (bandiera) | C     | Giuseppe Morfù         |
|    | Italia (bandiera) | D     | Nicola Carlo Pagani    |
|    | Italia (bandiera) | A     | Mauro Ragatzu          |
|    | Italia (bandiera) | C     | Morris Manolo Ripa     |
|    | Italia (bandiera) | D     | Dario Rossi            |
|    | Italia (bandiera) | C     | Alessandro Turchetta   |
|    | Italia (bandiera) | C     | Mauro Zaccagnini       |
|    | Italia (bandiera) | P     | Massimo Zappino        |

## Risultati

### Campionato

#### Girone di andata
| Arbitro: | Salati (Pergine Valsugana) |

|               |           |                              |
| 79’ De Cesare | Marcatori | 18’ Buglio 42’ (rig.) Masini |

| 19 settembre 2004 2ª giornata | Pro Patria | 0 – 0 | Frosinone |  |

| Arbitro: | Zanardo |

|             |           |  |
| 50’ Ragatzu | Marcatori |  |

| 3 ottobre 2004 4ª giornata | Spezia | 3 – 0 | Frosinone |  |

| Arbitro: | Celi (Bari) |

|                                        |           |             |
| 9’, 54’ Mastronunzio 37’ (rig.) Di Deo | Marcatori | 45+2’ Medda |

| 17 ottobre 2004 6ª giornata |  | – Turno di riposo |  |  |

| Arbitro: | Tommasi (Bassano del Grappa) |

|            |           |  |
| 42’ Di Deo | Marcatori |  |

| 31 ottobre 2004 8ª giornata | Prato | 2 – 2 | Frosinone |  |

| 7 novembre 2004 9ª giornata | Frosinone | 1 – 0 | Fidelis Andria |  |

| 14 novembre 2004 10ª giornata | Sangiovannese | 0 – 0 | Frosinone |  |

| 21 novembre 2004 11ª giornata | Frosinone | 2 – 2 | Novara |  |

| 28 novembre 2004 12ª giornata | Mantova | 1 – 0 | Frosinone |  |

| 5 dicembre 2004 13ª giornata | Frosinone | 2 – 1 | Vittoria |  |

| 8 dicembre 2004 14ª giornata | Cremonese | 0 – 1 | Frosinone |  |

| 12 dicembre 2004 15ª giornata | Frosinone | 1 – 1 | Como |  |

| 19 dicembre 2004 16ª giornata | Lumezzane | 2 – 1 | Frosinone |  |

| 6 gennaio 2005 17ª giornata | Frosinone | 1 – 0 | Pistoiese |  |

| 9 gennaio 2005 18ª giornata | Grosseto | 1 – 0 | Frosinone |  |

| 16 gennaio 2005 19ª giornata | Frosinone | 1 – 0 | Pisa |  |

#### Girone di ritorno
| 23 gennaio 2005 20ª giornata | Lucchese | 2 – 2 | Frosinone |  |

| 30 gennaio 2005 21ª giornata | Frosinone | 3 – 2 | Pro Patria |  |

| Arbitro: | Pierpaoli (Firenze) |

|             |           |                               |
| 16’ Zizzari | Marcatori | 71’ D'Antoni 83’ Mastronunzio |

| Arbitro: | Salati (Pergine Valsugana) |

|                                |           |           |
| 48’ Mastronunzio 57’ De Cesare | Marcatori | 49’ Bruni |

| Arbitro: | Damato (Barletta) |

|  |           |                  |
|  | Marcatori | 40’ Mastronunzio |

| 20 febbraio 2005 25ª giornata |  | – Turno di riposo |  |  |

| 27 febbraio 2005 26ª giornata | Acireale | 3 – 2 | Frosinone |  |

| 6 marzo 2005 27ª giornata | Frosinone | 3 – 1 | Prato |  |

| 13 marzo 2005 28ª giornata | Fidelis Andria | 1 – 1 | Frosinone |  |

| 20 marzo 2005 29ª giornata | Frosinone | 2 – 1 | Sangiovannese |  |

| 26 marzo 2005 30ª giornata | Novara | 1 – 0 | Frosinone |  |

| 20 aprile 2005 31ª giornata | Frosinone | 1 – 1 | Mantova |  |

| 6 aprile 2005 32ª giornata | Vittoria | 2 – 0 | Frosinone |  |

| 10 aprile 2005 33ª giornata | Frosinone | 1 – 0 | Cremonese |  |

| 17 aprile 2005 34ª giornata | Como | 1 – 2 | Frosinone |  |

| 24 aprile 2005 35ª giornata | Frosinone | 0 – 2 | Lumezzane |  |

| 1º maggio 2005 36ª giornata | Pistoiese | 1 – 2 | Frosinone |  |

| 8 maggio 2005 37ª giornata | Frosinone | 0 – 1 | Grosseto |  |

| 15 maggio 2005 38ª giornata | Pisa | 2 – 0 | Frosinone |  |